# The Crazy World of Arthur Brown
 (octobre 2022).
Si vous disposez d'ouvrages ou d'articles de référence ou si vous connaissez des sites web de qualité traitant du thème abordé ici, merci de compléter l'article en donnant les références utiles à sa vérifiabilité et en les liant à la section « Notes et références ».
Albums de The Crazy World of Arthur Brown
Strangeland
(1988)
The Crazy World of Arthur Brown est le premier album de rock psychédélique d'Arthur Brown et de son groupe The Crazy World of Arthur Brown, sorti en juin 1968 sur le label Track Records de Kit Lambert et distribué en Amérique du Nord par Atlantic Records, où l'album sort en septembre. Il est produit par Kit Lambert, manager des Who, avec Pete Townshend comme producteur associé. Les premières copies américaines de l'album, bien que distribuées par Atlantic, portent la marque de Track Records. Les pressages ultérieurs sont édités sous la marque du label Atlantic.
L'album atteint la 7e place du classement Billboard des albums de pop. Le premier single de l'album, Fire, est un succès mondial, atteignant le sommet des classements au Royaume-Uni en août 1968, la 2e place du Billboard Hot 100 aux États-Unis en octobre, la 1re au Canada et la 19e en Australie, en octobre également.
L’album est considéré comme un classique de la scène psychédélique de la fin des années 1960. Il contient des reprises de chansons de Screamin' Jay Hawkins et de James Brown. Arthur Brown est surnommé « The God of Hellfire » en raison des premiers mots de la chanson Fire.
Le groupe a compté parmi ses membres le claviériste Vincent Crane, le bassiste Nick Greenwood et les batteurs Drachen Theaker et John Marshall (futur Soft Machine). Carl Palmer remplace Theaker juste avant la tournée américaine, mais comme Arthur Brown ne suivait plus le rythme devenu effréné des concerts, Palmer et Crane le quittent en 1969 pour former le groupe Atomic Rooster et publier leur premier album en février 1970.

## Liste des morceaux
| 1.    | Prelude/Nightmare          | Arthur Brown                             | 3:28 |
| 2.    | Fanfare/Fire Poem          | Brown, Vincent Crane                     | 1:51 |
| 3.    | Fire                       | Brown, Crane, Mike Finesilver, Peter Ker | 2:54 |
| 4.    | Come and Buy               | Brown, Crane                             | 5:40 |
| 5.    | Time/Confusion             | Brown, Crane                             | 5:11 |
| 6.    | I Put a Spell on You       | Screamin' Jay Hawkins                    | 3:41 |
| 7.    | Spontaneous Apple Creation | Brown, Crane                             | 2:54 |
| 8.    | Rest Cure                  | Brown, Crane                             | 2:44 |
| 9.    | I've Got Money             | James Brown                              | 3:09 |
| 10.   | Child of My Kingdom        | Brown, Crane                             | 7:01 |
| 38:33 |                            |                                          |      |

### Réédition de 1991
En 1991, l'album sort en CD. On y trouve en plus des pistes originales, des chansons en monaural.
| 1.    | Prelude/Nightmare (mono)   | Arthur Brown                             | 3:49 |
| 2.    | Fanfare/Fire Poem (mono)   | Brown, Vincent Crane                     | 2:02 |
| 3.    | Fire (mono)                | Brown, Crane, Mike Finesilver, Peter Ker | 3:01 |
| 4.    | Come and Buy (mono)        | Brown, Crane                             | 5:06 |
| 5.    | Time/Confusion (mono)      | Brown, Crane                             | 4:57 |
| 6.    | Prelude/Nightmare          | Brown                                    | 3:28 |
| 7.    | Fanfare/Fire Poem          | Brown, Crane                             | 1:51 |
| 8.    | Fire                       | Brown, Crane, Finesilver, Ker            | 2:54 |
| 9.    | Come and Buy               | Brown, Crane                             | 5:40 |
| 10.   | Time/Confusion             | Brown, Crane                             | 5:11 |
| 11.   | I Put a Spell on You       | Screamin' Jay Hawkins                    | 3:41 |
| 12.   | Spontaneous Apple Creation | Brown, Crane                             | 2:54 |
| 13.   | Rest Cure                  | Brown, Crane                             | 2:44 |
| 14.   | I've Got Money             | James Brown                              | 3:09 |
| 15.   | Child of My Kingdom        | Brown, Crane                             | 7:01 |
| 57:28 |                            |                                          |      |

## Formation
- Arthur Brown – chant
- Vincent Crane – claviers, vibes, arrangements musicaux et orchestraux
- Nick Greenwood (inscrit comme « Sean Nicholas ») – basse
- Drachen Theaker – batterie
- John Marshall – batterie (sur I Put a Spell on You et Child of My Kingdom)

## Production
- Kit Lambert : producteur
- Pete Townshend : producteur associé
- David King : illustrateur
- David Montgomery : photographie
- Ed Strait : producteur de la compilation